# 싸울아비
"싸울아비"는 2002년에 개봉한 한일 합작 영화이다.

## 캐스팅
- 최재성: 싸울아비/김진오 역
- 에노끼 다까아끼: 사무라이 역
- 우메미야 마사꼬: 오사메 역
- 가쯔노 히로시: 사이또 역
- 이상훈: 고우도 역
- 양택조: 가네무라 역
- 황충현
- 남궁원
- 이승일
- 박승호
- 이해룡
- 장정국
- 최지선
- 허기호
- 윤일주
- 박동룡
- 김기주
- 이지산
- 이우석
- 차영옥
- 조학자
- 손민지
- 김영대
- 송광수
- 서문경
- 문혜원
- 김광석
- 이태주
- 김용길
- 박현국
- 함천길
- 서진원
- 장시정
- 박상언
- 오철학
- 김선홍
- 강윤섭
- 이영기
- 전진배
- 지성근
- 문철재
- 이석주
- 강유일
- 안진수
- 장아린(특별출연)